# بی‌نی
بی‌نی (انگلیسی: Beyni) یک شهرک در شهرستان دژیراخسکی استان اینگوش کشور روسیه است.